# لامونو (اربیل)
لامونو یک روستا در ایران است که در استان اردبیل واقع شده‌است.